# Vi Hồng
Vi Hồng (tên khai sinh là Vi Văn Hồng; 1936 – 1997) là nhà văn Việt Nam, được tặng Giải thưởng Nhà nước về Văn học Nghệ thuật vào năm 2012.  

## Tiểu sử
Vi Hồng, tên khai sinh là Vi Văn Hồng, sinh ngày 13 tháng 7 năm 1936 (có tài liệu ghi 1934) tại bản Phai Thin, xã Đức Long, huyện Hòa An, tỉnh Cao Bằng. Ông là người đân tộc Tày.
Vi Hồng học và tốt nghiệp Khoa Văn Trường Đại học Sư phạm Hà Nội. Sau đó ông về làm giảng viên Khoa Văn Trường Đại học Sư phạm Việt Bắc. Về sau ông được bổ nhiệm làm Chủ nhiệm bộ môn Văn học dân gian.
Ông là hội viên Hội Nhà văn Việt Nam từ năm 1980.
Ông mất ngày 30 tháng 3 năm 1997 tại Thái Nguyên.

## Sự nghiệp
Vi Hồng viết văn từ những năm 1956, 1957, giải thưởng đầu tiên mà ông đạt được là truyện ngắn ''Ngôi sao đỏ trên đỉnh núi Phja Hoàng'' (giải nhì cuộc thi của Tổng hội Sinh viên Việt Nam).
Từ năm 1980 đến năm 1997, ông đã cho ra đời 15 cuốn tiểu thuyết. Trong các tiểu thuyết của Vi Hồng đều xuất hiện những con người miền núi mộc mạc, chất phác nhưng ẩn sâu trong họ là những tâm hồn trong sáng luôn khao khát hạnh phúc và sống hết lòng vì những người mình yêu thương. 
Ông cũng đã cho xuất bản 8 tập truyện và 6 tập sách về sưu tầm nghiên cứu truyện cổ dân tộc Tày – Nùng. Ngoài ra ông còn có gần 30 công trình nghiên cứu khoa học về sli lượn dân ca nghi lễ người Tày – Nùng Việt Bắc.
Tư tưởng xuyên suốt trong các tác phẩm của ông là các giá trị văn hóa truyền thống và chất liệu của hai dân tộc Tày, Nùng, là những bài học nhân nghĩa về đối nhân xử thế, khơi dậy sức mạnh nội tâm, là bài ca về tình yêu cuộc sống dẫu còn khó khăn gian khổ. Các tác phẩm của ông đều toát lên lòng mong muốn cho cuộc sống của đồng bào miền núi ngày càng ấm no, hạnh phúc, văn minh.
Trong lĩnh vực đào tạo, Vi Hồng là người có công phát hiện, khơi dậy, động viên, nâng đỡ nhiều người lớp sau trở thành hội viên Hội Nhà văn Việt Nam. Đó là nhà thơ Y Phương, nhà thơ Trần Hùng, nhà văn Cao Duy Sơn, nhà văn Nguyễn Hữu Tiến… và một số nhà thơ, nhà văn khác từng là sinh viên khoa Văn, học trò của ông.
Các năm từ 1962 đến 1995 ông đã đạt nhiều giải thưởng về văn học của: báo Người giáo viên nhân dân, báo Văn nghệ, Uỷ ban dân tộc Chính phủ, Liên hiệp các hội Văn học Nghệ thuật Việt Nam, Hội Văn nghệ dân gian Việt Nam.
Năm 2012, ông được truy tặng Giải thưởng Nhà nước về Văn học Nghệ thuật với cụm tác phẩm: Đường về với mẹ chữ (truyện dài cho thiếu nhi); Đất Bằng (tập truyện).

## Tác phẩm chính

### Tiểu thuyết
- Đin phiêng (Đất bằng)(1980)
- Núi cỏ yêu thương (1984)
- Lủng Thin Tốc (Thung lũng đá rơi) (1985)
- Vào hang (1990)
- Người trong ống (1990)
- Gã ngược đời (1990)
- Lòng dạ đàn bà (1992)
- Ái tình và kẻ hành khất (1993)
- Phụ tình (1994)
- Chồng thật vợ giả (1994)
- Đi tìm giàu sang (1995)
- Đọa đầy (1997)
- Mùa hoa bióoc lỏong (2006).

### Truyện
- Ngôi sao đỏ trên đỉnh Phja Hoàng (1959)
- Cây su su Noọng ỷ (1962)
- Cọn nước Eng Nhàn (1971)
- Người làm mồi bẫy hổ (1990).

- Đuông Thang (tập truyện ngắn - 1988)

- Đường về với mẹ chữ

- Vãi Đàng (1980)
- Thách đố (1995).

### Kịch
- Mặt trời đâm cửa sổ;
- Con gái đầu bạc.

### Nghiên cứu văn học
- Sli lượn – dân ca trữ tình Tày Nùng (1979)
- Khảm Hải (1993).

## Vinh danh
- Giải thưởng Nhà nước về Văn học Nghệ thuật năm 2012.

### Giải thưởng văn học
- Giải nhì của Tổng hội sinh viên Việt Nam 1959
- Giải nhì báo Người giáo viên nhân dân 1962
- Giải ba cuộc thi truyện ngắn báo Văn nghệ 1971
- Uỷ ban dân tộc Chính phủ trao giải thưởng năm 1985
- Giải thưởng của Liên hiệp các hội Văn học Nghệ thuật Việt Nam 1993-1994
- Giải ba của Hội Văn nghệ dân gian Việt Nam 1995

## Đời tư
Vi Hồng lấy vợ từ năm mười hai tuổi. Bố Vi Hồng đã cho ông đi xem mặt vợ nhưng lại xem mặt một cô gái khác. Khi lấy vợ thì vợ là cô gái khác. Cô gái được ông xem mặt là một cô gái rất đẹp. Tuy nhiên khi cưới, vợ ông hoàn toàn ngược lại, nhiều hơn ông mười tuổi. Mãi về sau, Vi Hồng cũng có được một người vợ đẹp người đẹp nết. Đó là bà Hà Thị Đèm, một giáo viên ở Cao Bằng. Vợ chồng ông sinh được hai con trai khỏe mạnh. Ông đặt tên con là Thái và Nguyên, tên đệm là họ mẹ.